# Hermanus Knipscheer

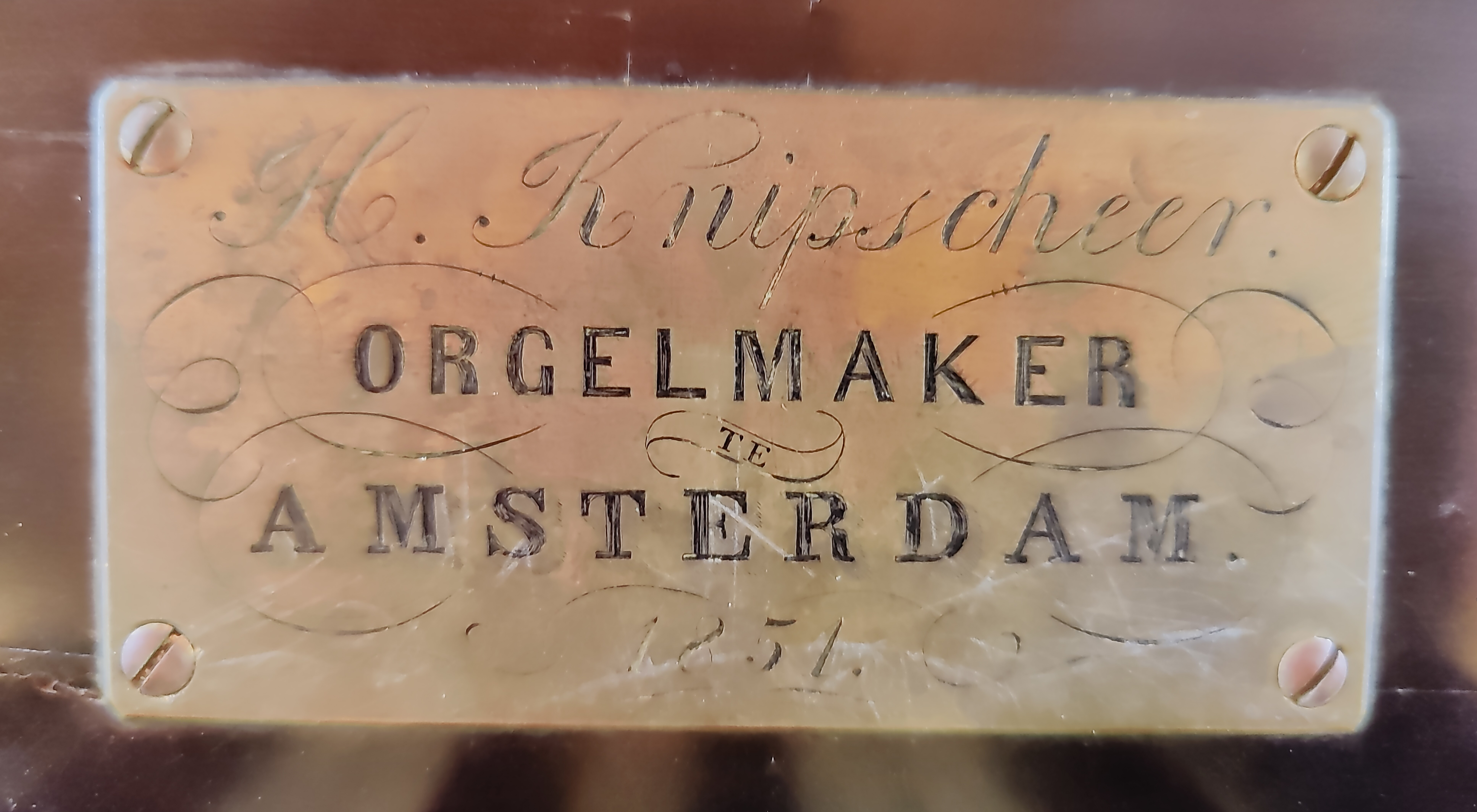
Naamplaatje in de Sloterkerk Amsterdam

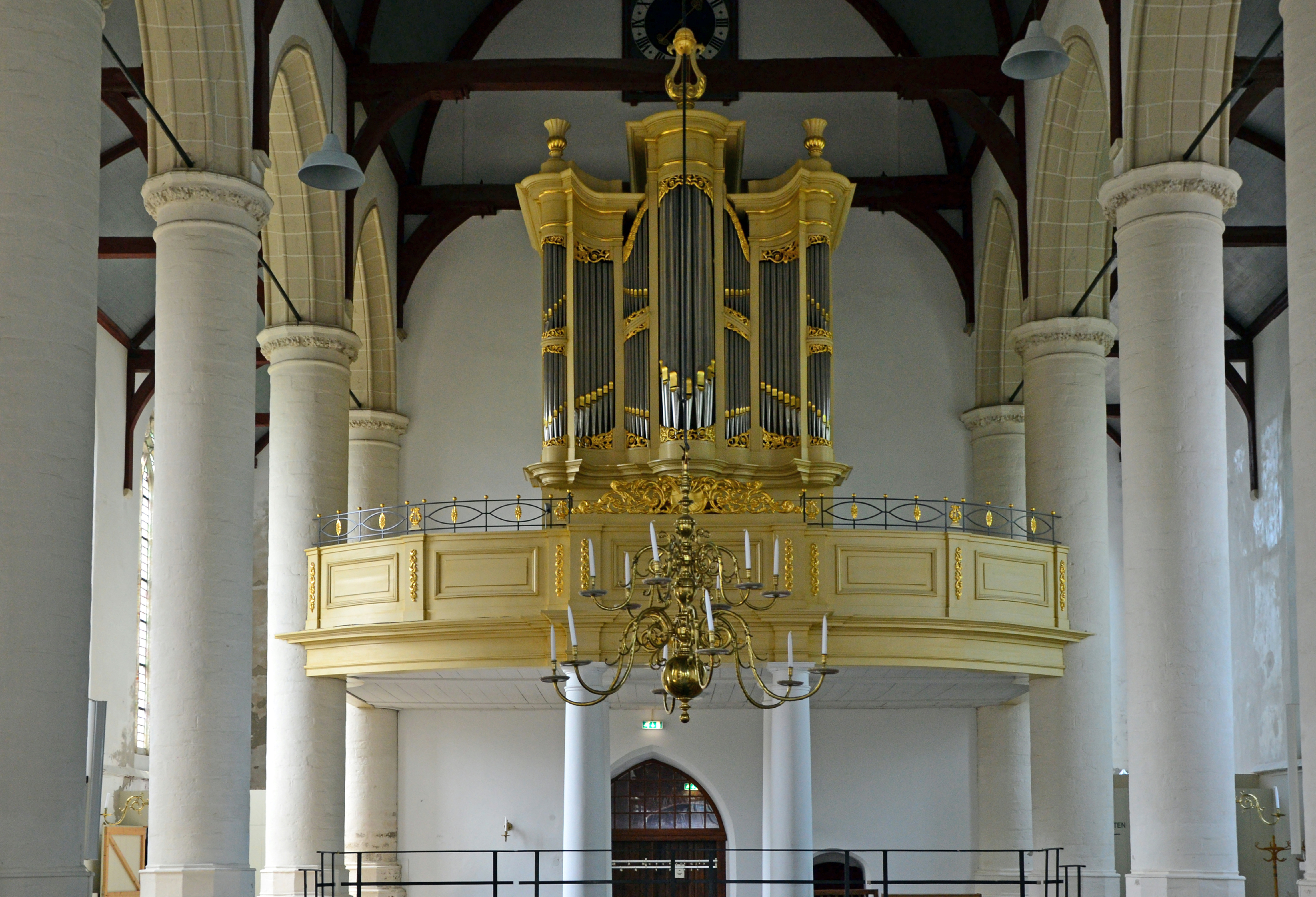
Knipscheer-orgel uit 1840 in de Oude Jeroenskerk te Noordwijk-Binnen

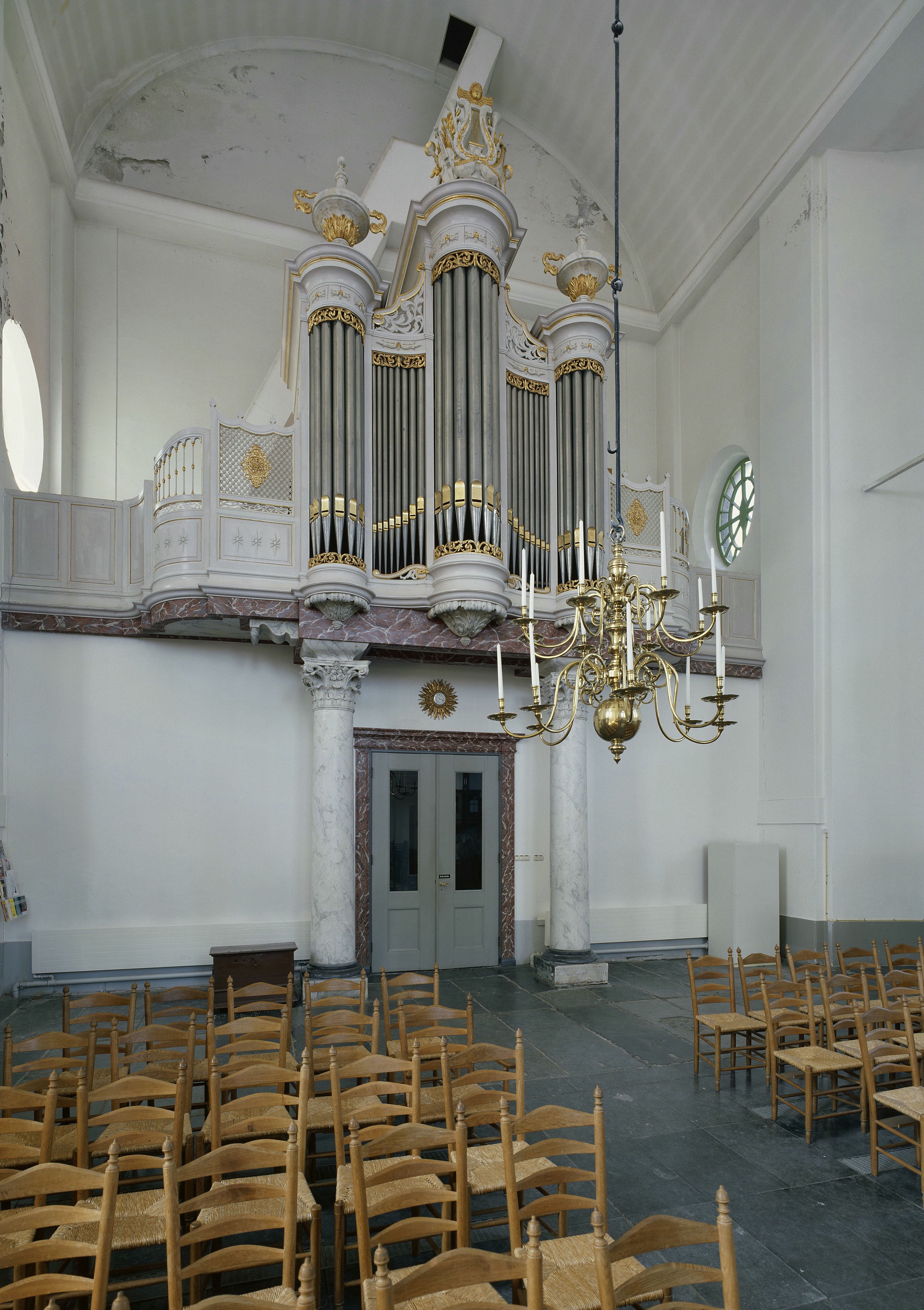
Knipscheer-orgel uit 1846 in de Nederlands Hervormde Kerk (Wormerveer)

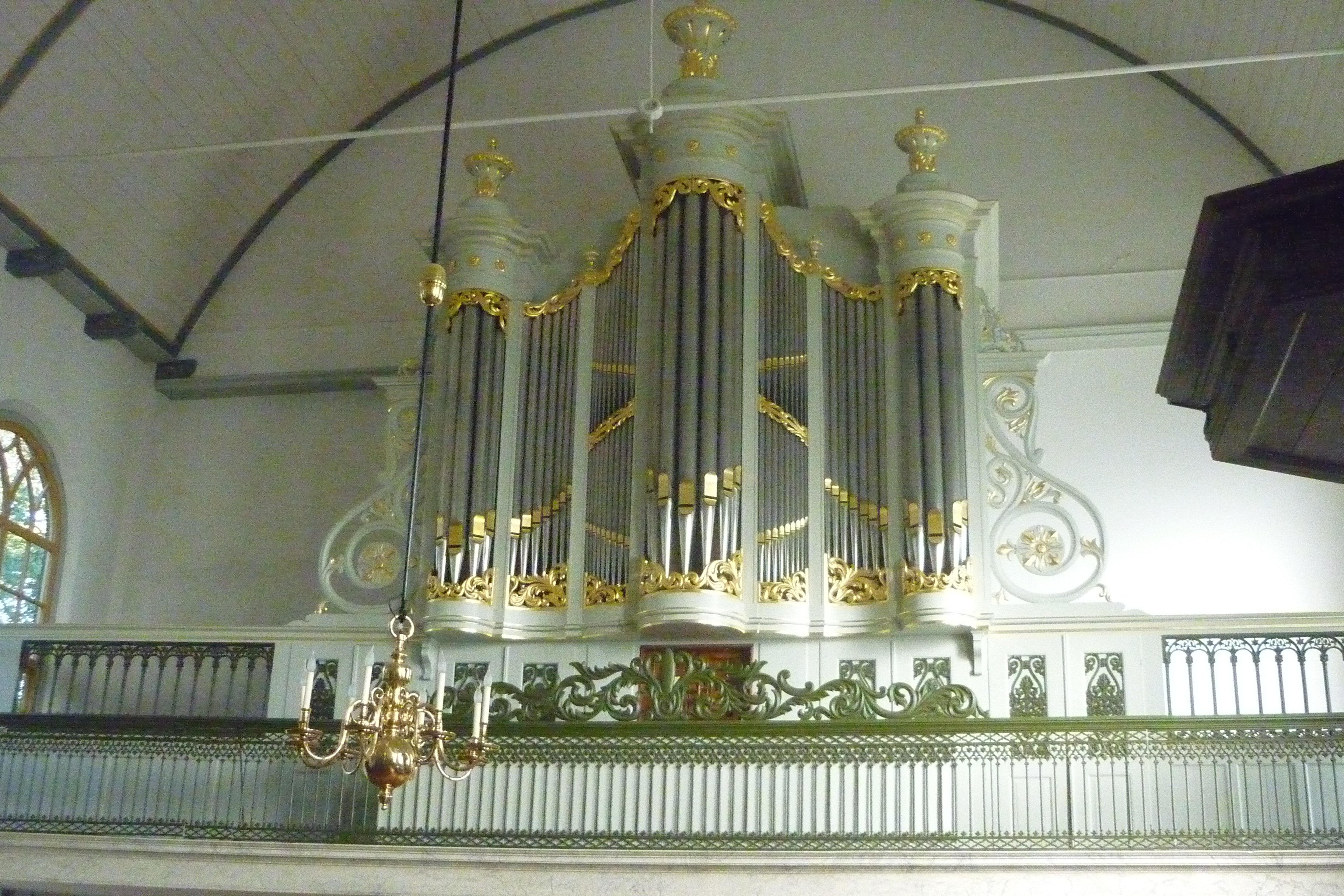
Knipscheer-orgel uit 1862 in de Lucaskerk (Winkel)

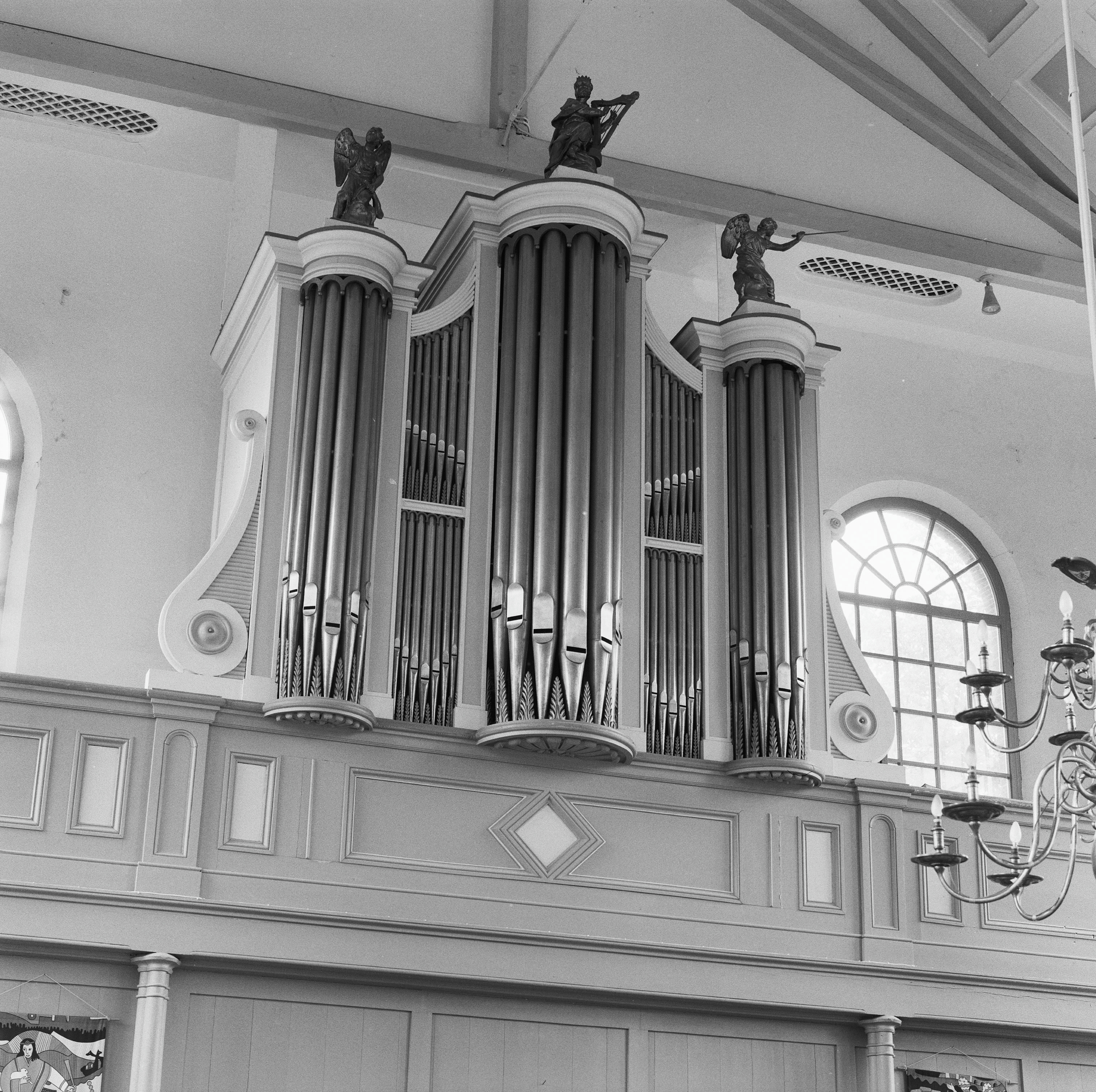
Knipscheer-orgel uit 1851 in de Sloterkerk Amsterdam

Hermanus Knipscheer (1772 - 1833) was een Nederlands orgelbouwer en oprichter van het familiebedrijf in Amsterdam dat drie generatieslang orgels bouwde.

## Familie
Zijn vader heette ook Hermanus. Hij was meesterknecht bij een molen met een houtzagerij. Zijn zoon was Hermanus Knipscheer II (1802 - 1874) en zijn kleinzoon was Hermanus Knipscheer III.

### Hermanus I
Hermanus I was in de leer bij Dirk Johan Baars, orgelmaker met een werkplaats aan het Kuiperspad in Amsterdam. Na diens overlijden in 1796 kon hij het bedrijf overnemen. Hij maakte orgels en deed ook onderhoudwerkzaamheden.

### Hermanus II
Hermanus I had zes kinderen, onder wie Hermanus II, die in 1802 geboren werd en in 1825 zijn compagnon werd. Hermanus II verhuisde het bedrijf naar de Nieuwezijds Achterburgwal, waar hij zelfstandig zijn eerste orgel maakte voor de Hervormde Kerk in Sassenheim. In 1845 verhuisde het bedrijf naar de Nieuwezijds Voorburgwal en ten slotte in 1858 naar de Warmoesstraat. De twee laatste panden lagen aan een gracht, waardoor het vervoer van orgels gemakkelijk was.

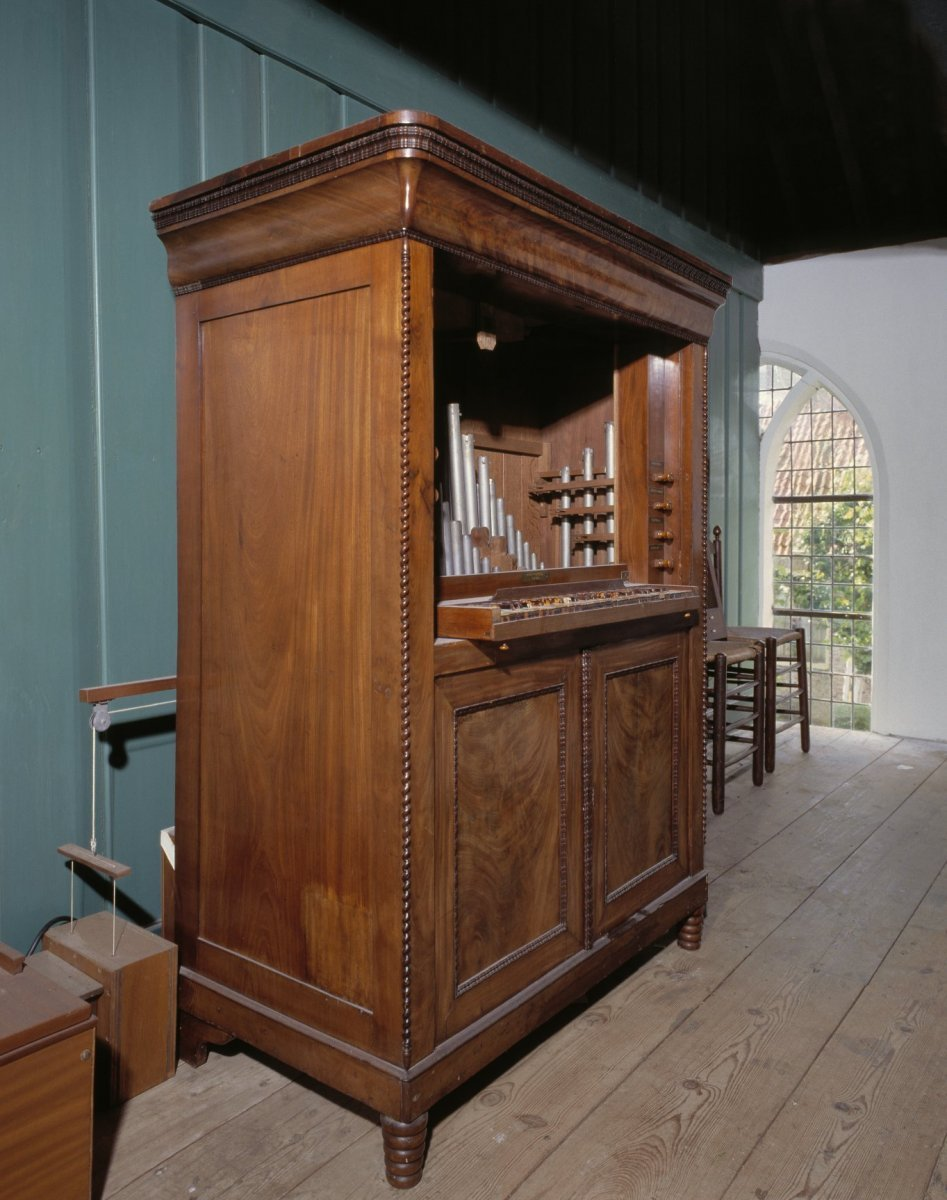
Secretaire-orgel van Hermanus Knipscheer uit 1853 nu in Zuiderzeemuseum Enkhuizen op de kraak (balkon) in de Gasthuiskapel uit Den Oever

Knipscheer maakte ook huisorgels maar richtte zich vooral op het maken van kerkorgels om de gemeentezang te begeleiden. In de tijd van Hermanus II kwam er veel concurrentie van een andere orgelmaker in Amsterdam, de firma Flaes en Brünjes, waaraan zij onder meer het onderhoud van vijf grote kerkorgels in Amsterdam kwijt raakten. Een jaar later kreeg Hermanus II het onderhoud van twee grote orgels in Haarlem, in de Grote of Sint-Bavokerk en de Nieuwe Kerk.

### Hermanus III
Hermanus II had elf kinderen. Vier daarvan werden orgelbouwers, maar zij deden meer onderhoudswerk en handelden meer in piano's en harmoniums.
De oudste zoon was Hermanus III (1826), die het vak samen met zijn broer Hendrik Christiaan (1831) bij zijn vader leerde. Zij werden zijn compagnons, maar begonnen in 1864 een eigen bedrijf onder de naam Gebroeders Knipscheer, later veranderd in Magazijn van pijporgels Herman Knipscheer en Compagnons.
Hermanus II bleef in de Warmoesstraat, Hermanus III was verhuisd naar de Egelantiersgracht en Hendrik Christiaan en zijn andere broers werkten in de Herenstraat. Er waren toen drie Knipscheer-bedrijven tegelijkertijd in Amsterdam.
Hendrik Christiaan kocht in 1875 een pand en ging daar toch weer door met de Gebroeders Knipscheer. Zijn broer Coenraad Anthonie (1836) had een eigen orgelmagazijn in de Wolvenstraat, waar hij tevens in piano's handelde. Hij was liever organist dan orgelmaker. De vierde broer, Johannes Marinus, had een pianozaak in de Van Baerlestraat.

## Orgels
Door de familie Knipscheer werden onder meer de volgende orgels gemaakt:
- Oosterkerk in Amsterdam (1817)
- Hervormde Kerk in Amstelveen (1818)
- Hervormde Kerk in Lisse (1822)
- Hervormde Kerk in Sassenheim (1837)
- Oude Jeroenskerk in Noordwijk-Binnen (1840)
- Westerkerk (Amsterdam) Hermanus Knipscheer repareerde het Duyschot orgel; De frontpijpen werden door hem vervangen. (1842) en zijn nog steeds aanwezig.
- Gereformeerde kerk in Strijen (1844)
- Nederlands Hervormde Kerk in Wormerveer (1846)
- Noorderkerk in Amsterdam (1849)
- Sloterkerk Amsterdam (1851)
- Vreeland St. Nocolaaskerk (Vreeland) in 1854
- Zuiderzeemuseum In de kapel van het buitenmuseum staat een secretaire orgel uit 1853 afkomstig van de begraafplaats in Enkhuizen.
- Dorpskerk in Heemskerk (1857)
- Ontmoetingskerk in Nieuwveen (1858)
- Hervormde Kerk in Winkel (1862)
- Doopsgezinde Vermaning in Monnickendam (1869)
- Hippolytuskerk in Hippolytushoef (1870)
- Protestantse kerk in Boxmeer (1873)
- Sint-Pieter boven in Maastricht (1875, daar geplaatst in 1964)
- laatste orgel gebouwd in 1878

Er zijn nog 45 Knipscheer orgels in Nederland (2011), voornamelijk in protestantse kerken.